# Potecas
Potecas é um bairro do município catarinense de São José.

## Dados
Possui 5724 habitantes, segundo dados do IBGE.
Potecas faz divisa com os bairros Serraria, Areias (por região florestal), Real Parque, Ipiranga, Bela Vista, São Luiz, Forquilhas e Forquilhinhas (acessível por vias públicas).

## Locais
Uma antiga estrada do interior de São José era chamada Transpotecas e ligava o bairro a seus vizinhos. Atualmente, a principal via é a rua Kiliano Hammes.
Uma das novas atrações de São José, o Jardim Botânico fica no bairro, no loteamento de mesmo nome.
Outro local marcante do bairro é a enorme Estação de Tratamento de Esgoto da Casan, cujas lagoas ocupam uma área de 72.972 m2. O chamado Sistema de Potecas recebe esgoto de boa parte da Grande Florianópolis, e é muito criticada pelos moradores devido ao mau cheiro e o descaso das autoridades acerca dos pedidos de melhorias da comunidade. Projetos de melhorias são constantemente divulgados, mas a reclamação persiste.

## Esportes
O time de futebol americano São José Istepôs jogou no campo do bairro entre 2009 e 2011, até se fixar no campo do Forquilhão.
O grande destaque esportivo do bairro é o Motódromo que recebe diversos campeonatos de motocross. Na pista, o tri-campeão brasileiro de motocross João Paulino, o Marronzinho, morreu em um acidente de treino.Por isso, o local, antes chamado Pedra Branca, agora é chamado Motódromo Marronzinho.